# Arenigobius bifrenatus
 Arenigobius bifrenatus  es una especie de peces de la familia de los Gobiidae en el orden de los Perciformes.

## Hábitat
Es un pez de clima subtropical y demersal. 

## Distribución geográfica
Es un endemismo del sur de Australia. 

## Observaciones
Es inofensivo para los humanos. 